# Barry Hertzog
James Barry Munnik Hertzog, conocido simplemente como Barry Hertzog (distrito de Wellington, 3 de abril de 1866-Pretoria, 21 de noviembre de 1942) fue un general bóer y primer ministro de la Unión Sudafricana desde 1924 hasta 1939. 

## Biografía
Nacido el 3 de abril de 1866 en el distrito de Wellington, Colonia del Cabo, en las elecciones de 1924 su Partido Nacional derrotó al Partido Sudafricano y llegó al poder. En 1934 los antiguos partidos rivales se fusionaron formando el Partido Unido con Hertzog manteniéndose como líder del nuevo partido.
Hertzog era un republicano que creía firmemente en aumentar la independencia de Sudáfrica del Imperio Británico. En 1939 el Partido Unido rechazó la posición de neutralidad promovida por Hertzog en relación con el conflicto bélico en Europa, sustituyéndole como líder del partido por Jan Smuts.
Falleció el 21 de noviembre de 1942 en Pretoria.